# Galmudug

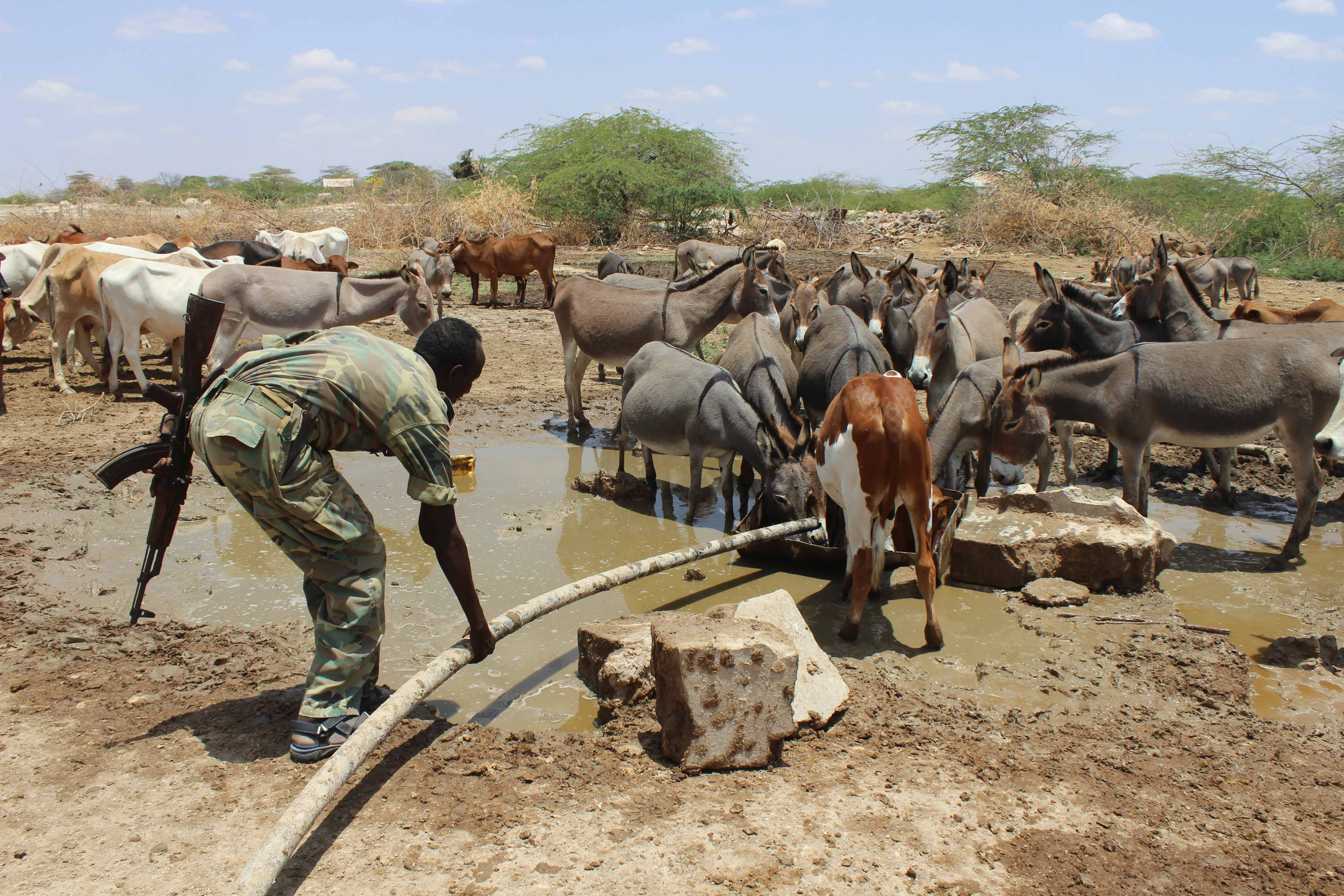
Un soldat aide à poser une conduite d'eau pour abreuver le bétail à Al Buur (Ceel Buur) en septembre 2015.

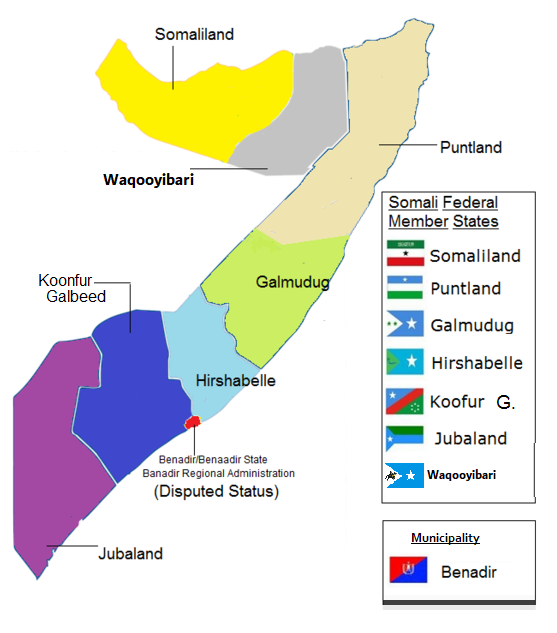
Régions fédérales de Somalie au début du

Le Galmudug est une région de la Somalie qui s’est proclamée, à l’instar du Pount, autonome, en 2006, mais avec la volonté de participer ultérieurement à une Somalie réunifiée. 

## Histoire
C'est un État de la république fédérale de Somalie depuis la modification des entités territoriales de 2016.

## Environnement
Le littoral appartient à l'écorégion des brousses et prairies d'Hobyo, milieu très particulier à taux élevé d'endémisme. Le 20 février 2024, la Somalie a présenté sa candidature au patrimoine mondial de l'UNESCO.